# Mychajlo Horyn
Mychajlo Mykolajovič Horyn (* 17. června 1930, Kniselo - 13. ledna 2013, Lvov) byl ukrajinský psycholog, učitel a vědec, zastánce lidských práv, disident, člen Ukrajinské Helsinské skupiny, politický vězeň, poslanec prvního Parlamentu nezávislé Ukrajiny, předseda Republikánské strany Ukrajiny a předseda organizace Ukrainian World Coordination Council (UUC).

## Život
Rodina Mychajlo Horyna žila ve vesnici Kniselo (zkratka názvu původní obce Knížecí dvůr), která byla v té době součástí Polského vojvodství. Otec Mykola Horyn (1905-1988) byl předsedou lokální pobočky národně osvětové organizace "Prosvita", aktivista Organizace ukrajinských nacionalistů a člen UPA, matka Stefania Horyn (1911-2003) s řeckými kořeny byla dcerou místního statkáře. Měl dva mladší bratry - Bohdana (*1936) a Mykolu (*1945). Otce poprvé zatkli v době represí roku 1933 a podruhé polští vojáci roku 1938. Byl zbit a odsouzen k smrti, ale podařilo se mu uniknout, když vězení bombardovala německá Luftwaffe. Mychajlo ještě před válkou absolvoval tři roky základní školy. Otec roku 1944 odešel k partyzánům a ve vsi docházelo k pravidelným přestřelkám mezi ruskými vojáky a partyzány, které trvaly až do roku 1945. V prosinci 1944 Mychajla s matkou zatkla NKVD aby je deportovala na Sibiř, ale během cesty přes Halič jim strážný umožnil utéct. Rodina se pak až do roku 1945 skrývala a po válce se usadila v obci Chodoriv, aby nemusela vstoupit do kolchozu.
Mychajlo Horyn studoval v letech 1949-1955 na oddělení logiky a psychologie Univerzity ve Lvově. Byl v kontaktu s ukrajinským politickým podzemím OUN a distribuoval pohlednice. Roku 1953 odmítl vstoupit do Komsomolu a byl ze studia vyloučen, ale na přímluvu rektora mohl dostudovat. V letech po absolvování Univerzity pracoval jako učitel, metodik a školní inspektor a založil první ukrajinskou laboratoř psychologie a fyziologie práce ve lvovské továrně Forklift, vyrábějící vysokozdvižné vozíky. Publikoval články z oboru psychologie, napsal disertaci a složil kandidátské minimum.
Počátkem 60. let se podílel na aktivitách nezávislé inteligence v prostředí tzv. "Šedesátníků". Ve Lvově založil klub kreativní mládeže Prolisok, šířil samizdat a organizoval vydávání ukrajinských publikací v zahraničí. 26. srpna 1965 byl zatčen a obviněn z "antisovětské agitace a propagandy". Lvovský regionální soud ho v dubnu 1966 na uzavřeném jednání odsoudil na 6 let v pracovním táboře. Spolu s ním byl souzen jeho bratr Bohdan, Ivan Hel, Mychajlo Osadčyj a Myroslava Zvaryčevska, kterou při výslechu KGB krutě mučila. Bratři Horynové byli předvoláni jako svědci v procesu s Mychajlo Masjutkou. Trest odpykával v pracovních táborech v Mordovii, ale roku 1967 byl obviněn že v táboře šíří samizdat a trest mu byl změněn na tři roky ve Vladimirské věznici. Ivan Hel vydal roku 1971 samizdatem Horynovu knihu Dopisy zpoza mříží (Letters frm behind bars).
Po propuštění z vězení v srpnu 1971 mu úřady zamítly registraci ve Lvově a proto se přestěhoval do oblasti Rivne, kde našel práci jako strojník na stavbě továrny. V letech 1972-1977 pracoval jako topič a poté jako psycholog ve filmové produkci Kineskope ve Lvově. Po celou dobu se podílel na práci Ukrajinské Helsinské skupiny. Po zatčení zakládajících členů UGG převzal vydávání Informačního bulletinu (č. 4-7). Během roku 1981 u něj policie provedla šest domovních prohlídek a přitom v bytě nastražila falešné dokumenty o UGG. 3. prosince 1981, po domovní prohlídce která trvala 13 hodin, byl znovu zatčen. Na protest proti smyšleným obviněním zahájil ve vazbě hladovku a po deseti dnech prodělal infarkt. Za "protisovětskou propagandu" a neochotu svědčit v procesu s Ivanem Kandybou byl odsouzen na 10 let v pracovním táboře se zvláště přísným režimem a 5 let vyhnanství.
Trest si odpykával v táboře VS-389/36 poblíž obce Kučino v Permské oblasti, kde byli vězněni i další členové Ukrajinské Helsinské skupiny. Diskutoval zde o reformě UGG s J. Lytvynem a napsal psychologické portréty O. Tychy, V. Marčenka, V. Stuse a J. Lytvyna. Trpěl zánětem ledvin, hypertenzí a arytmií a roku 1984 prodělal další infarkt. V listopadu 1986 byl převezen do nemocnice ve Lvově. Přesto ho z nemocnice vrátili do pracovního tábora.
2. července 1987 byl během "perestrojky" amnestován a po návratu do Lvova se okamžitě zapojil do práce v Ukrajinské Helsinské unii a v Národní straně Ruch (Народний рух України). Na podzim 1987 spolu s V. Čornovilem poskytl rozhovor zahraniční novinářce Martě Kolomayets a oby čelili hrozbě vypovězení z Ukrajiny. Ještě v srpnu 1988 byl několikrát ve Lvově zadržen policí a při cestě za studenty do Černovice strávil v policejní vazbě 15 dní. KGB ho varovala před vyvíjením "antisovětských aktivit". V září 1988 organizoval pracovní skupinu na ochranu Ukrajinských politických vězňů.
Strana Ruch se stala nejvýznemnější opoziční silou. První kongres strany se konal v září 1989 v Kyjevě za účasti 1 109 delegátů a četných zahraničních hostů. Druhého kongresu roku 1990 se zúčastnilo 2 125 delegátů, kteří vyloučili z členství komunisty a jako hlavní cíl vyhlásili Vyhlášení nezávislosti Ukrajiny. Mychajlo Horyn zprvu působil ve funkci sekretáře a předsedy Velké rady, po druhém kongresu jako první místopředseda strany Ruch. Po zvolení do Parlamentu byl předsedou poslanecké frakce strany Ruch.
Roku 1990 byl rehabilitován a uspěl jako kandidát v prvních volbách do Ukrajinského parlamentu a byl poslancem do roku 1994. Organizoval pochody k 500. výročí existence Záporožských kozáků (1.-5.8.1990) v "rudých" regionech Ukrajiny - Záporoží a Dněpropetrovsku, kterých se zúčastnilo 300-500 000 lidí, lidský řetěz mezi Kyjevem a Lvovem, kongres národnostních menšin v Oděse (1991), "dětskou diplomacii" - výměnu mezi západem a východem Ukrajiny během Vánoc a Velikonoc, Ligu politických stran Baltsko-Černomořského regionu nebo oslavu 50 výročí Rady svobodné Ukrajiny (1994). V roce 1990 byl také zakládajícím členem Ukrajinské republikánské strany (URP). Roku 1992 krátce zastával post místopředsedy Ruchu a od 1. dubna 1992 do října 1995 byl předsedou URP a poté čestným předsedou strany. V parlamentních volbách roku 1994 a 1998 neuspěl. Roku 1996 založil Centrum pro studium problémů občanské společnosti.
V letech 2000-2006 vedl Ukrainian World Coordination Council (UUC) - zastřešující organizaci 382 ukrajinských i zahraničních nevládních a dobrovolnických organizací. Navštívil ukrajinské menšiny žijící v evropských zemích i Ukrajince na Sibiři až po Kamčatku a Sachalin. Usiloval o obnovení ukrajinštiny v silně rusifikované Ukrajině a zřízení ukrajinských tříd pro téměř 3 miliony Ukrajinců v Ruské federaci.
Roku 2006 vážně onemocněl a stáhl se z veřejného života. Zemřel 13. ledna 2013 ve Lvově, ve věku 82 let.
Horynova žena Olga byla roku 1952 za kontakty s opozicí odsouzena na 25 let vězení, zbavení občanských práv na 5 let a ke konfiskaci majetku. Byla propuštěna po odhalení Stalinových zločinů a uvolnění režimu roku 1957. Jejich děti Oksana (*1964) a Taras (*1972) se narodily v době mezi Horynovým vězněním.
Bohdan Horyn byl v letech 1965-1968 vězněn. V letech 1990-1998 byl poslancem Ukrajinského parlamentu. Mykola Horyn byl v letech 1992-1996 předsedou Reginální rady ve Lvově.

### Ocenění
- 1992 polský Řád za zásluhy
- 1998 ukrajinský Řád za zásluhy 3. stupně
- 2000 Řád knížete Jaroslava Moudrého 5. stupně
- 2005 ukrajinský Řád za zásluhy 2. stupně
- 2006 Řád za odvahu 1. stupně
- 2009 Řád svobody